# Ammocrypta vivax
Ammocrypta vivax is een straalvinnige vissensoort uit de familie van de echte baarzen (Percidae). De wetenschappelijke naam van de soort is voor het eerst geldig gepubliceerd in 1882 door Hay.